# Arrondissement de Staßfurt (1952-1990)

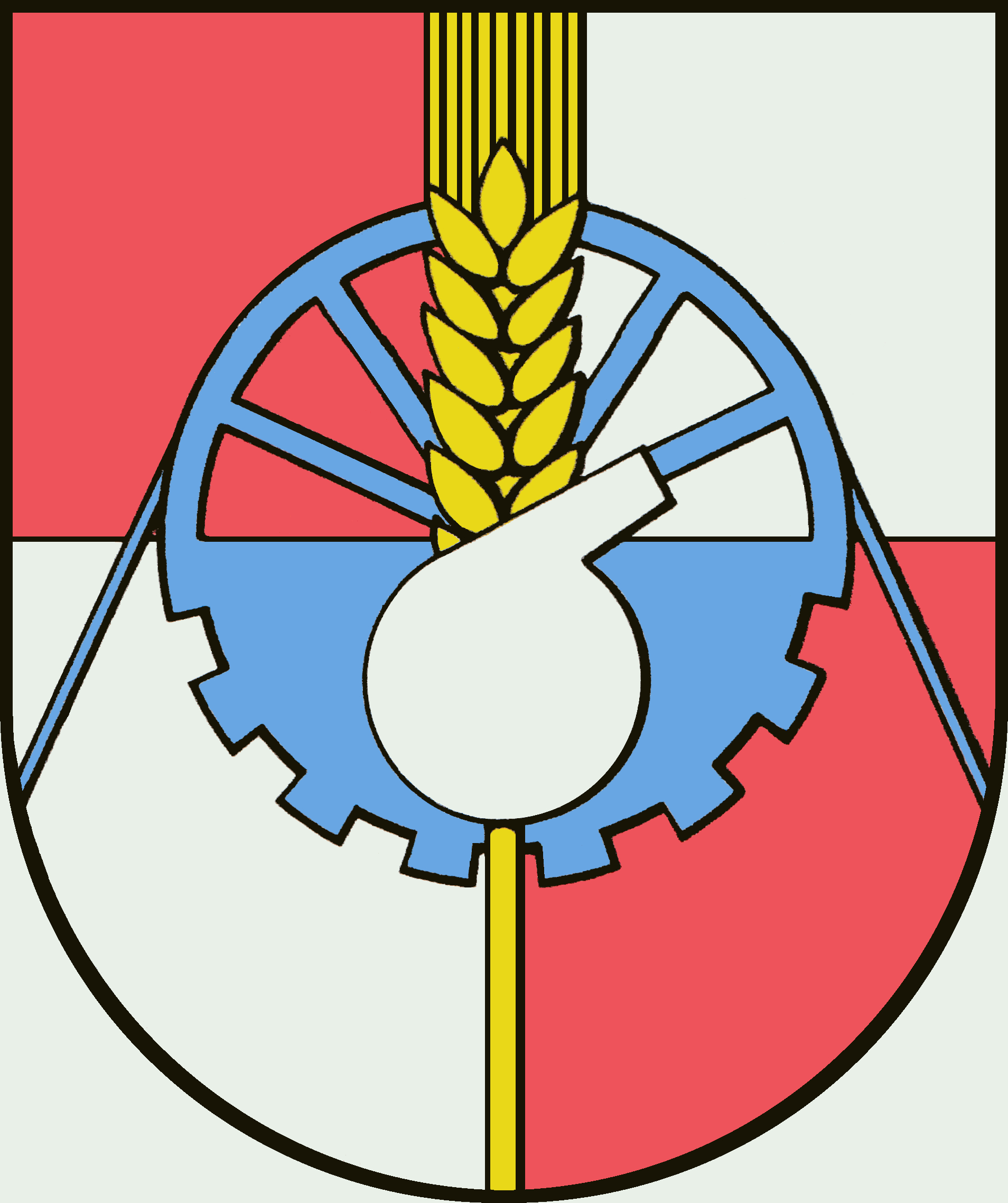
Anciennes armoiries de la ville de Staßfurt (1960–1990) colorées.

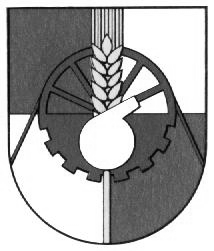
Anciennes armoiries de la ville de Staßfurt (1960-1990) en noir et blanc.

L'arrondissement de Staßfurt est un arrondissement du district de Magdebourg en RDA. De 1990 à 1994, il continue d'exister dans l'État de Saxe-Anhalt. Aujourd'hui, son territoire appartient à l'arrondissement du Salzland en Saxe-Anhalt. Le siège de l'administration de l'arrondissement est à Staßfurt.

## Géographie

### Position
L'arrondissement de Staßfurt se trouve à la frontière sud du district de Magdebourg.

### Arrondissements voisins
Les arrondissements voisins sont les suivants :
- nord : arrondissement de Wanzleben
- nord-est : arrondissement de Schönebeck (de)
- sud-est : arrondissement de Bernbourg (de) (district de Halle)
- sud-ouest : arrondissement d'Aschersleben (de) (district de Halle)
- ouest : arrondissement d'Oschersleben (de)

## Histoire
Avec la réforme administrative de 1952, dans laquelle les cinq États de la RDA sont divisés en districts, l'arrondissement de Staßfurt est créé le 25 juillet 1952 comme l'un des 20 arrondissements du district de Magdebourg. En tant que chef-lieu d'arrondissement, la ville de Staßfurt est le siège du conseil d'arrondissement et, après 1989, du bureau d'arrondissement. À l'occasion de la réunification, l'arrondissement est attribué à l'État de Saxe-Anhalt. Il est absorbé le 1er juillet 1994 par l'ancien arrondissement d'Aschersleben-Staßfurt (de).

## Communes
| - Amesdorf - Atzendorf - Borne - Egeln, ville - Etgersleben - Förderstedt - Groß Börnecke - Güsten, ville - Hakeborn - Hecklingen, ville - Hohenerxleben | - Kroppenstedt, ville - Löbnitz - Löderburg - Neundorf - Rathmannsdorf - Schneidlingen - Staßfurt, ville - Tarthun - Unseburg - Westeregeln - Wolmirsleben |